# Dieter Borst
Dieter Borst (* 12. května 1950, Schramberg) je současný německý umělecký malíř a sochař.

## Biografie
Jako malíř se specializuje na neformální malbu. Základní element v jeho malbách jsou čáry, které přenáší přes barevné části. Borst zredukovává „viděné“, „zažité“ a „prožité“ na minimum. Přerušené přílohy které mohou vybočit z hlavního bodu, které byly opomenuty. Hliněné a pastelové stíny jsou dominantní v jeho malbách , hlavně v černé barvě. Těla jsou rozděleny podle něho. Tyto prvky, svlékl do jejich základních forem, budou znovu překládat při pohledu na ně jako abstraktní paměť zjevením v přírodě. Dokonce i linky, zjevně uspořádány, budou přerušeny u energetických prvků a barevných polí, které jsou štěpící harmonii z těchto řádků a zároveň v jednom svazku se zesílí. Prvky, které se opakují často, jsou čáry, které jdou ven z rámu, a sami se definuji jako energie. V roce 1969 studoval na Americké škole umění v Mnichově. V roce 1972 si vzal půl roku studijní volno na cestu do západní Afriky. V roce 1973 začal malovat. V roce 1997 se přestěhoval na Kanárské ostrovy. V roce 2007 jeho ateliér zde shořel při lesním požáru, stovky maleb všech fázích jeho produktivního života byly zničeny.

## Výstavy
Jeho umělecká díla byla vystavena v New Yorku, Fort Lauderdale / Miami, Colgone a na Kanárských ostrovech.

## Fotogalerie (malby)

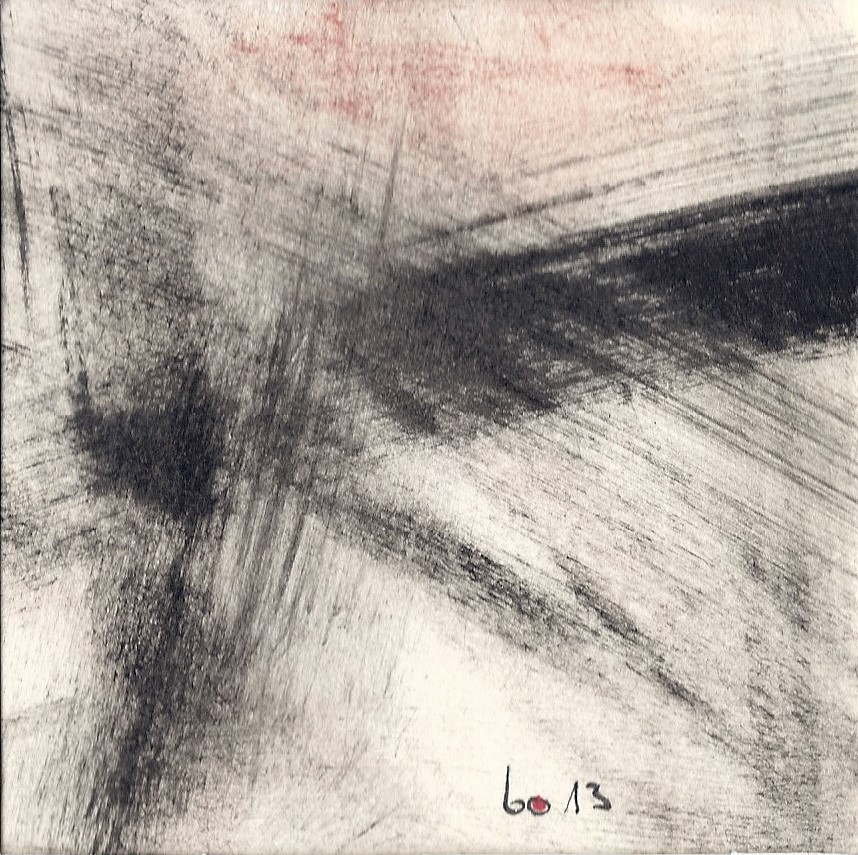
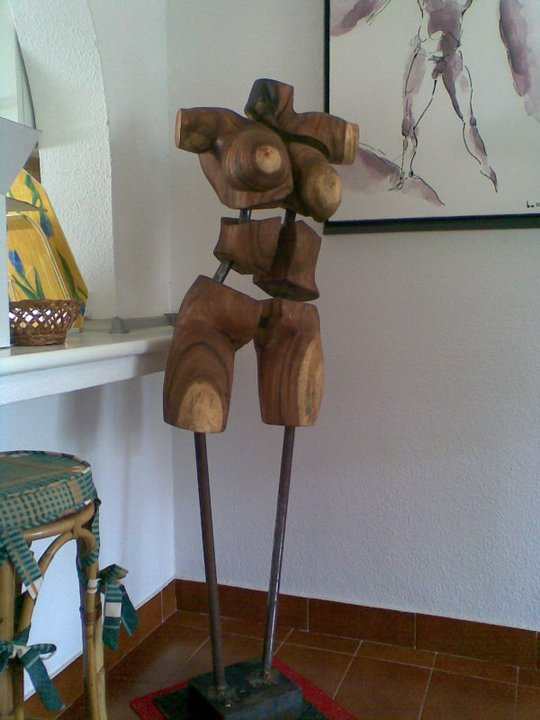
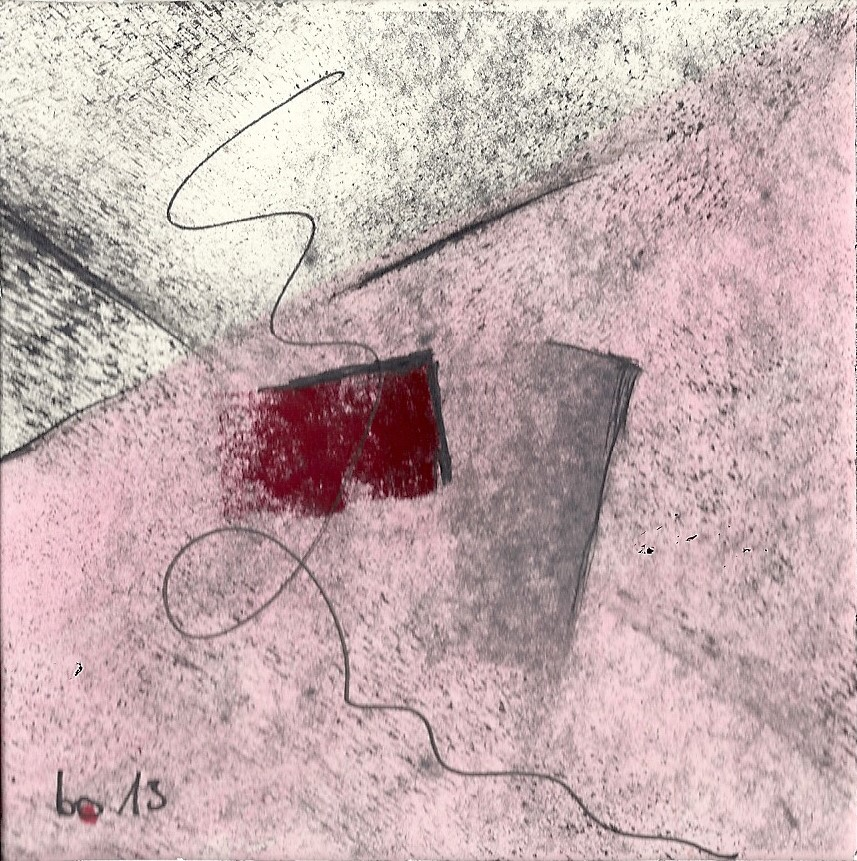
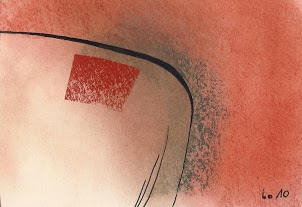
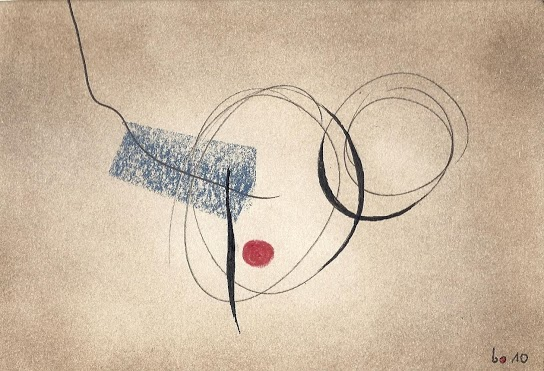
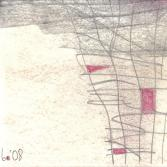
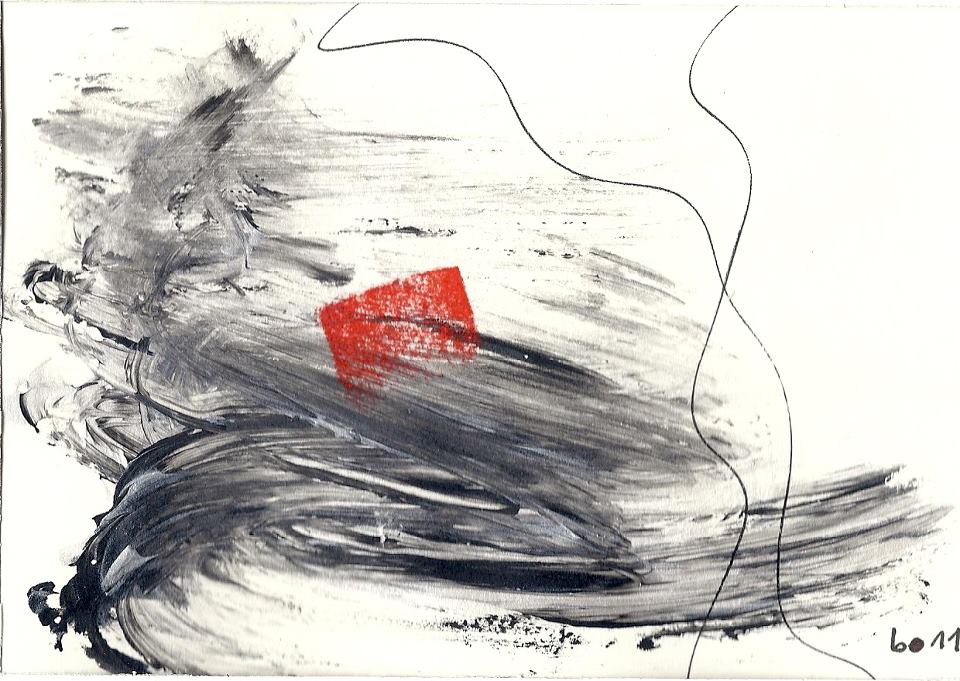
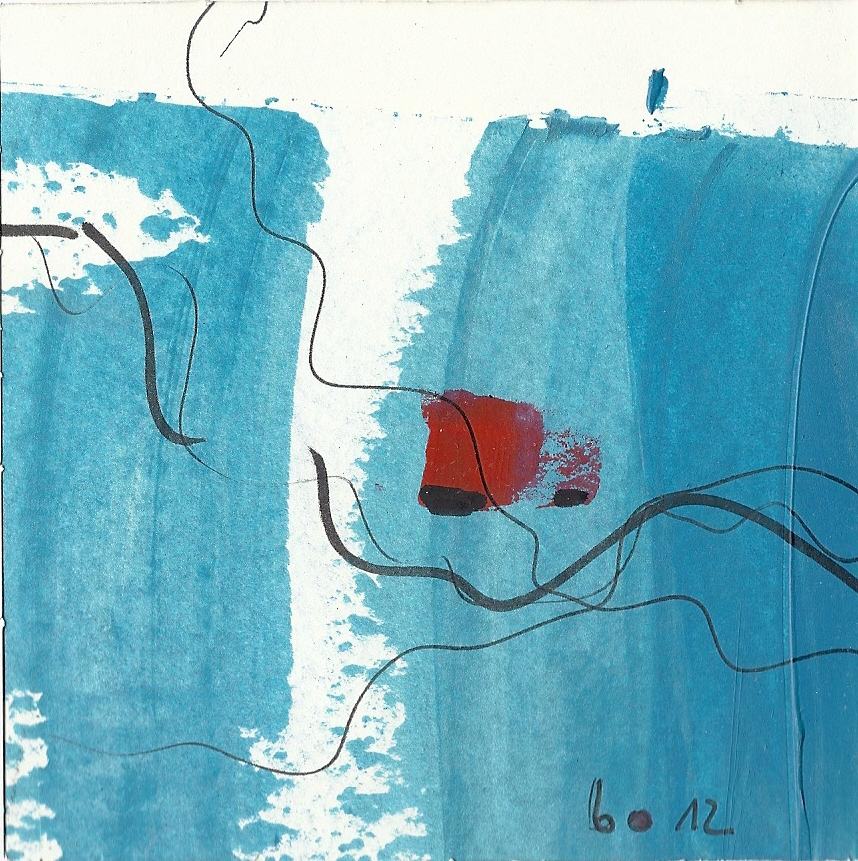
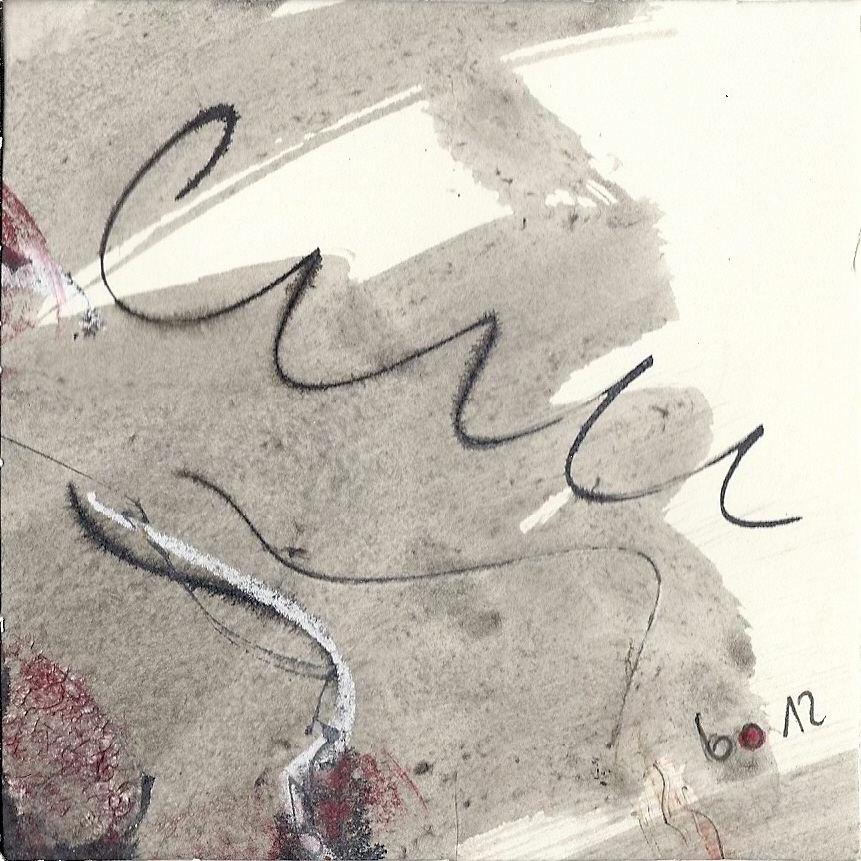
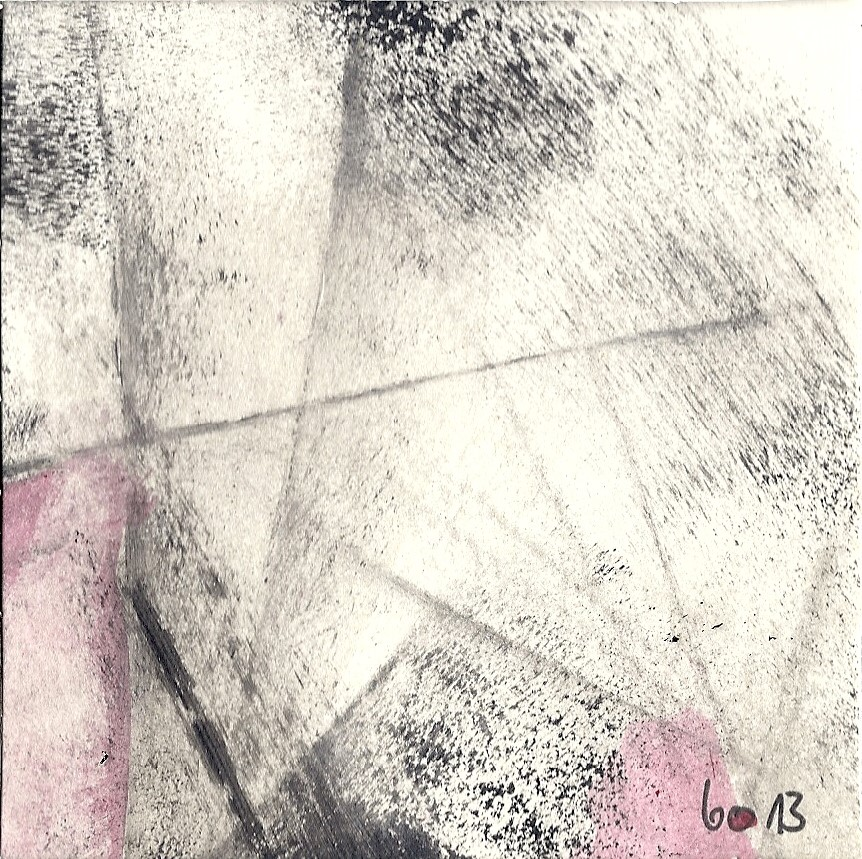
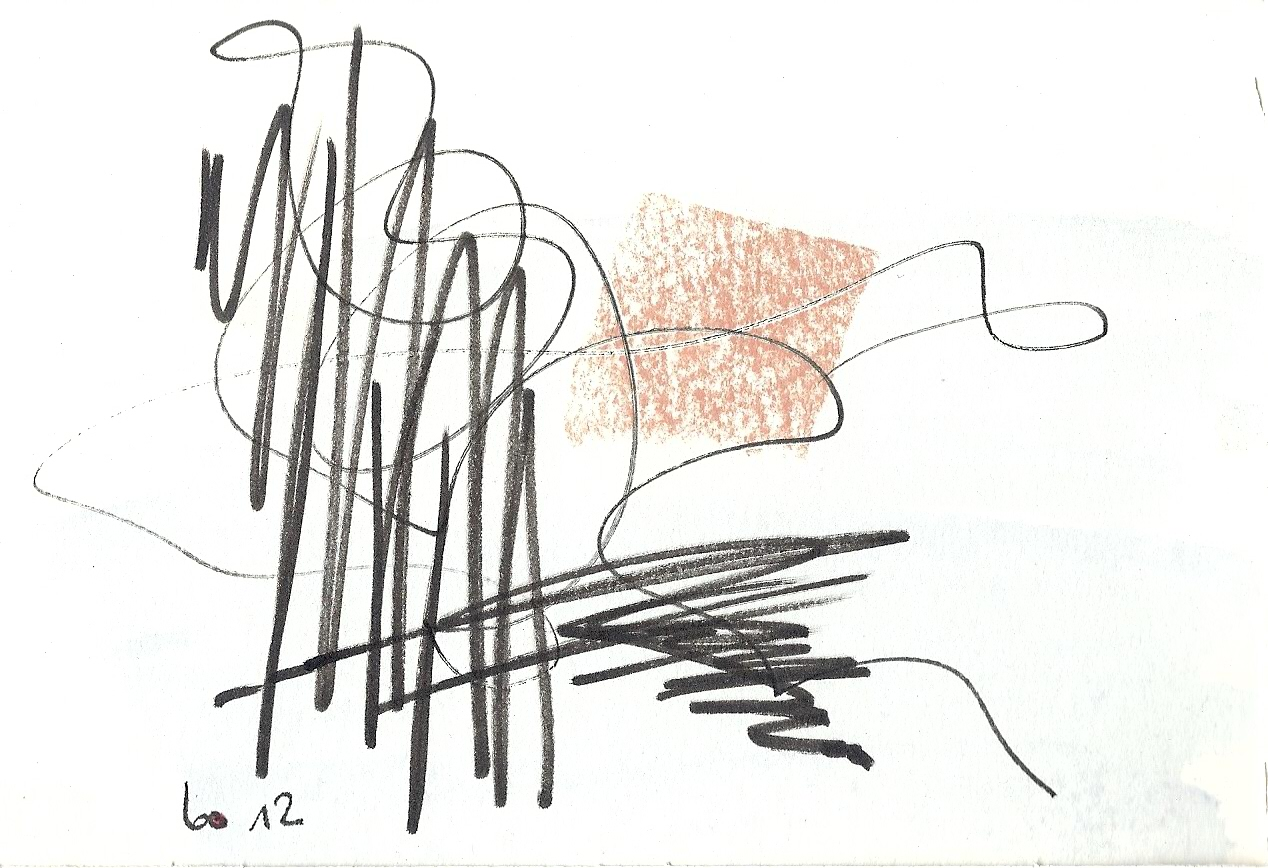
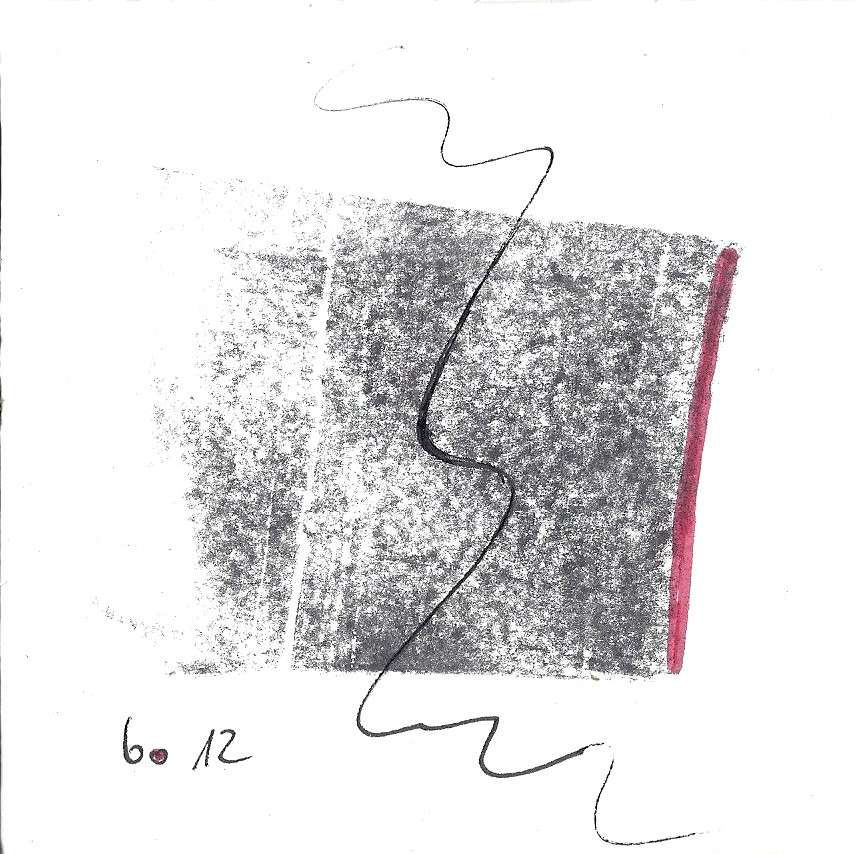
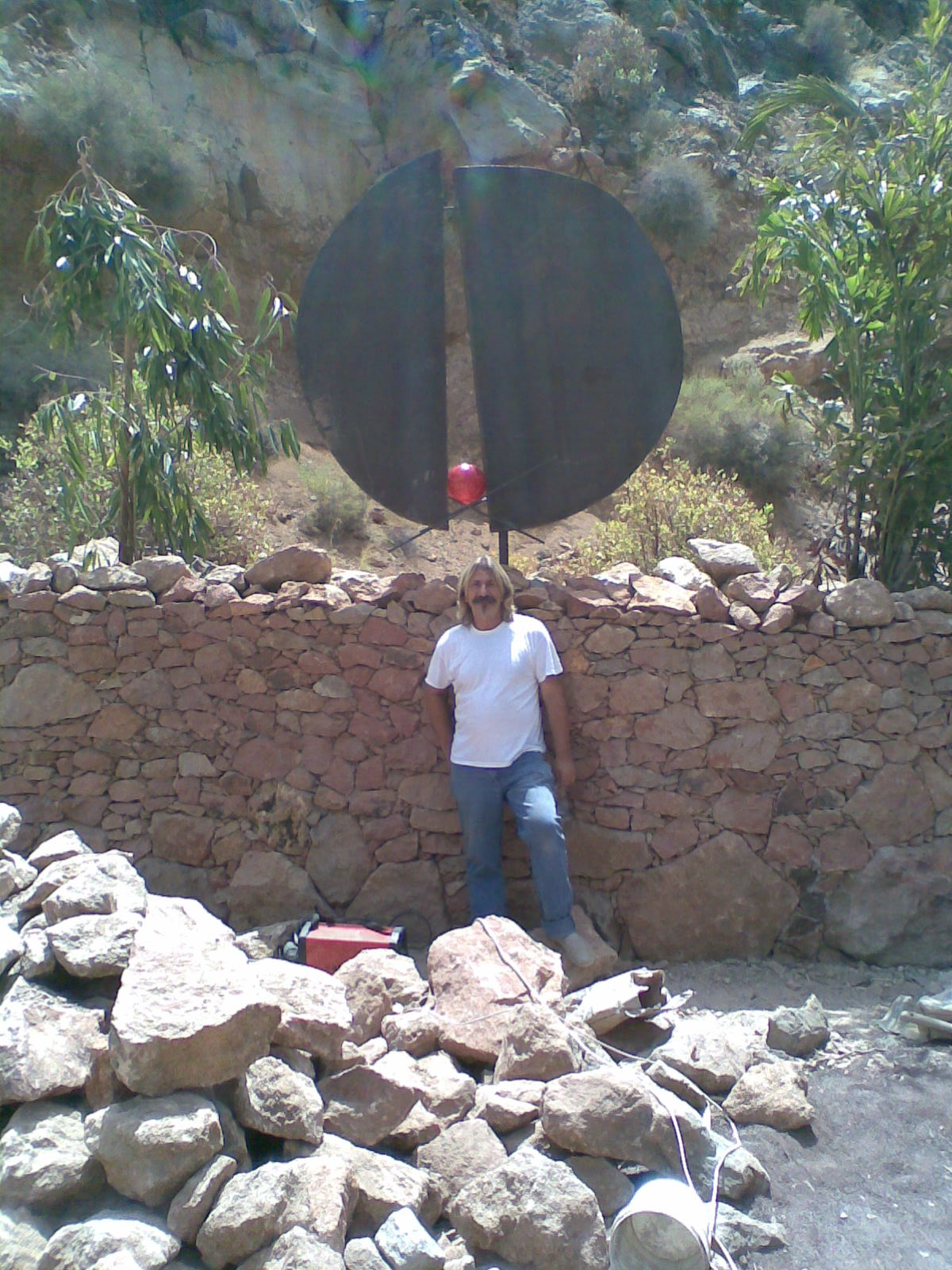
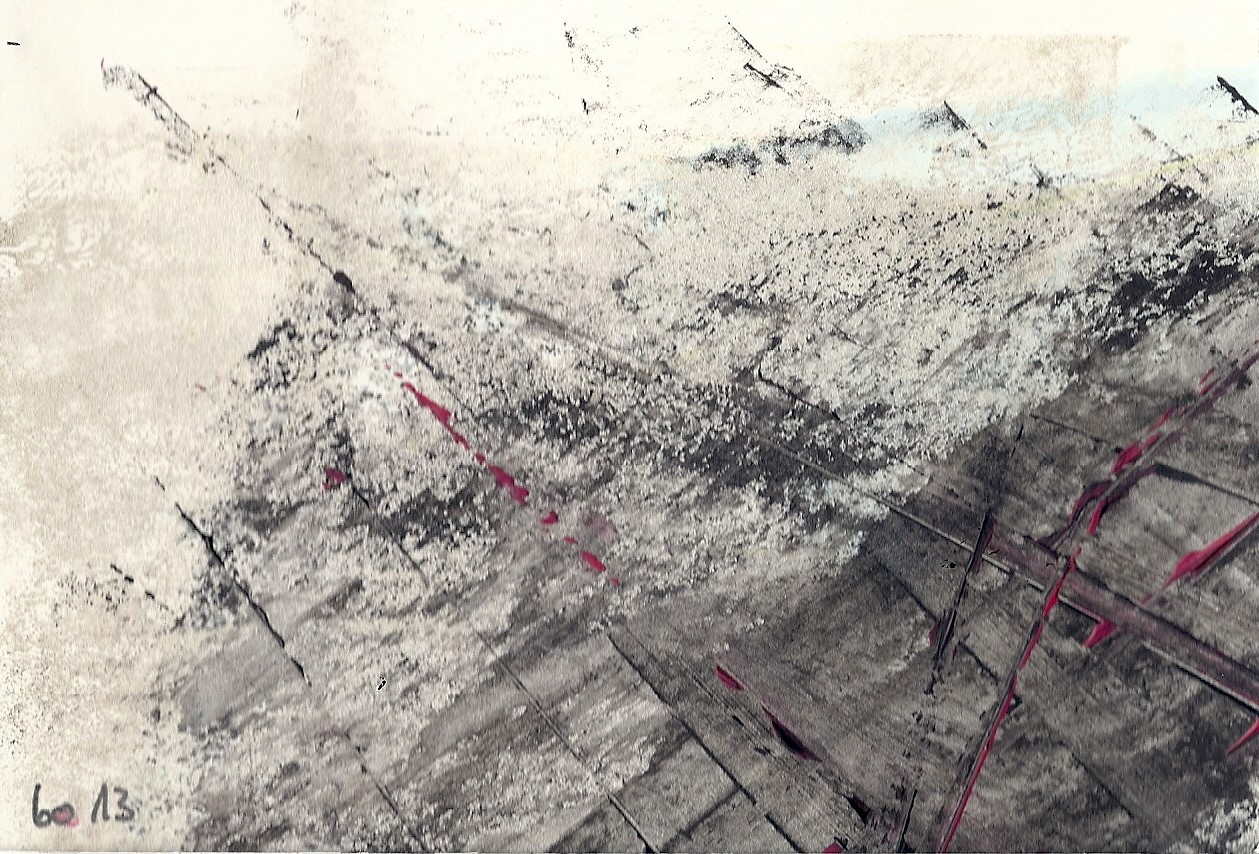

## Muzea / Galerie
- Broadway Gallery, New York
- Gallery Colonial House Inn, New York
- The Grand, Fort Lauderdale, Florida
- Galerie Tempestas, Kolínská
- Galeria de Arte, Španělsko